# Населення Суринаму
Населення Суринаму. Чисельність населення країни 2015 року становила 579,6 тис. осіб (171-ше місце у світі). Чисельність суринамців стабільно збільшується, народжуваність 2015 року становила 16,34 ‰ (117-те місце у світі), смертність — 6,13 ‰ (157-ме місце у світі), природний приріст — 1,08 % (113-те місце у світі) . 

## Природний рух

### Відтворення
Народжуваність в Суринамі, станом на 2015 рік, дорівнює 16,34 ‰ (117-те місце у світі). Коефіцієнт потенційної народжуваності 2015 року становив 1,97 дитини на одну жінку (126-те місце у світі). Рівень застосування контрацепції 47,6 % (станом на 2010 рік).
Смертність в Суринамі 2015 року становила 6,13 ‰ (157-ме місце у світі).
Природний приріст населення в країні 2015 року становив 1,08 % (113-те місце у світі).

### Вікова структура

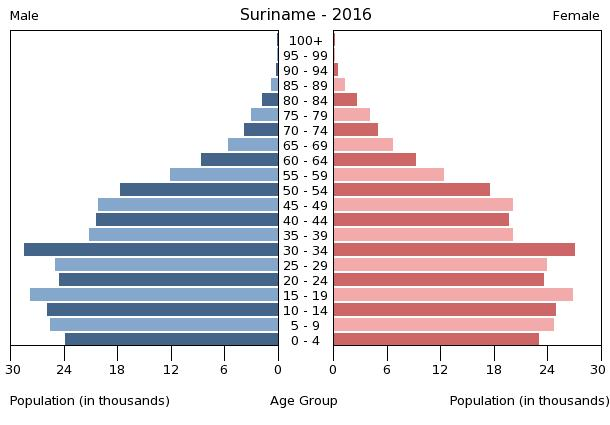
Віково-статева піраміда населення Суринаму, 2016 рік

Середній вік населення Суринаму становить 29,5 року (120-те місце у світі): для чоловіків — 29,1, для жінок — 29,9 року. Очікувана середня тривалість життя 2015 року становила 71,97 року (146-те місце у світі), для чоловіків — 69,57 року, для жінок — 74,48 року.
Вікова структура населення Суринаму, станом на 2015 рік, мала такий вигляд:
- діти віком до 14 років — 25,66 % (75 791 чоловік, 72 934 жінки);
- молодь віком 15—24 роки — 17,48 % (51 657 чоловіків, 49 661 жінка);
- дорослі віком 25—54 роки — 44,3 % (130 726 чоловіків, 126 048 жінок);
- особи передпохилого віку (55—64 роки) — 6,81 % (19 291 чоловік, 20 198 жінок);
- особи похилого віку (65 років і старіші) — 5,75 % (14 395 чоловіків, 18 931 жінка)[1].

### Шлюбність— розлучуваність
Коефіцієнт шлюбності, тобто кількість шлюбів на 1 тис. осіб за календарний рік, дорівнює 4,2; коефіцієнт розлучуваності — 1,3; індекс розлучуваності, тобто відношення шлюбів до розлучень за календарний рік — 31 (дані за 2007 рік).

## Розселення
Густота населення країни 2015 року становила 3,5 особи/км² (234-те місце у світі). Населення країни концентрується в північній узбережній смузі, інша частина країни майже ненаселена.

### Урбанізація
Суринам високоурбанізована країна. Рівень урбанізованості становить 66 % населення країни (станом на 2015 рік), темпи зростання частки міського населення — 0,78 % (оцінка тренду за 2010—2015 роки).
Головні міста держави: Парамарибо (столиця) — 234,0 тис. осіб (дані за 2014 рік).

### Міграції
Річний рівень імміграції 2015 року становив 0,56 ‰ (70-те місце у світі). Цей показник не враховує різниці між законними і незаконними мігрантами, між біженцями, трудовими мігрантами та іншими.
Суринам є членом Міжнародної організації з міграції (IOM).

## Расово-етнічний склад
| Етнічний склад (2015 рік) | Етнічний склад (2015 рік) | Етнічний склад (2015 рік) | Етнічний склад (2015 рік) | Етнічний склад (2015 рік) |
| ------------------------- | ------------------------- | ------------------------- | ------------------------- | ------------------------- |
| Етнос:                    |                           |                           | Відсоток:                 |                           |
| гіндустанці               | гіндустанці               |                           | 37%                       | 37%                       |
| креоли                    | креоли                    |                           | 31%                       | 31%                       |
| яванці                    | яванці                    |                           | 15%                       | 15%                       |
| марони                    | марони                    |                           | 10%                       | 10%                       |
| індіанці                  | індіанці                  |                           | 2%                        | 2%                        |
| китайці                   | китайці                   |                           | 2%                        | 2%                        |
| білі                      | білі                      |                           | 1%                        | 1%                        |
| інші                      | інші                      |                           | 2%                        | 2%                        |

Головні етноси країни: гіндустанці (східні індійці) — 37 %, креоли — 31 %, яванці — 15 %, марони (нащадки колишніх темношкірих рабів) — 10 %, індіанці — 2 %, китайці — 2 %, білі — 1 %, інші — 2 % населення.

## Мови
| Мови Суринаму (2015 рік) | Мови Суринаму (2015 рік) | Мови Суринаму (2015 рік) | Мови Суринаму (2015 рік) | Мови Суринаму (2015 рік) |
| ------------------------ | ------------------------ | ------------------------ | ------------------------ | ------------------------ |
| Мова:                    |                          |                          | Відсоток:                |                          |
| голландська              | голландська              |                          | %                        | %                        |
| англійська               | англійська               |                          | %                        | %                        |
| сранан-тонго             | сранан-тонго             |                          | %                        | %                        |
| гіндустані               | гіндустані               |                          | %                        | %                        |
| яванська                 | яванська                 |                          | %                        | %                        |

Офіційна мова: голландська. Інші поширені мови: англійська — дуже поширена, сранан-тонго (такі-такі), карибський гіндустані, яванська.

## Релігії
| Релігії в Суринамі (2016 рік) | Релігії в Суринамі (2016 рік) | Релігії в Суринамі (2016 рік) | Релігії в Суринамі (2016 рік) | Релігії в Суринамі (2016 рік) |
| ----------------------------- | ----------------------------- | ----------------------------- | ----------------------------- | ----------------------------- |
| Віросповідання:               |                               |                               | Відсоток:                     |                               |
| індуїсти                      | індуїсти                      |                               | 27.4%                         | 27.4%                         |
| протестанти                   | протестанти                   |                               | 25.2%                         | 25.2%                         |
| католики                      | католики                      |                               | 22.8%                         | 22.8%                         |
| мусульмани                    | мусульмани                    |                               | 19.6%                         | 19.6%                         |
| місцеві вірування             | місцеві вірування             |                               | 5%                            | 5%                            |

Головні релігії й вірування, які сповідує, і конфесії та церковні організації, до яких відносить себе населення країни: індуїзм — 27,4 %, протестантизм — 25,2 % (переважно моравські брати), римо-католицтво — 22,8 %, іслам — 19,6 %, місцеві вірування — 5 % (станом на 2015 рік).

## Освіта
Рівень письменності 2015 року становив 95,6 % дорослого населення (віком від 15 років): 96,1 % — серед чоловіків, 95 % — серед жінок.
Дані про державні витрати на освіту у відношенні до ВВП країни, станом на 2015 рік, відсутні.

## Охорона здоров'я
Забезпеченість лікарняними ліжками в стаціонарах — 3,1 ліжка на 1000 мешканців (станом на 2010 рік). Загальні витрати на охорону здоров'я 2014 року становили 5,7 % ВВП країни (115-те місце у світі).
Смертність немовлят до 1 року, станом на 2015 рік, становила 26,17 ‰ (68-ме місце у світі); хлопчиків — 30,48 ‰, дівчаток — 21,65 ‰. Рівень материнської смертності 2015 року становив 155 випадків на 100 тис. народжень (63-тє місце у світі).
Суринам входить до складу ряду міжнародних організацій: Міжнародного руху (ICRM) і Міжнародної федерації товариств Червоного Хреста і Червоного Півмісяця (IFRCS), Дитячого фонду ООН (UNISEF), Всесвітньої організації охорони здоров'я (WHO).

### Захворювання
Потенційний рівень зараження інфекційними хворобами в країні дуже високий. Найпоширеніші інфекційні захворювання: діарея, гепатит А, черевний тиф, гарячка денге, малярія. Станом на серпень 2016 року в країні були зареєстровані випадки зараження вірусом Зіка через укуси комарів Aedes, переливання крові, статевим шляхом, під час вагітності.
2014 року зареєстровано 3,8 тис. хворих на СНІД (110-те місце у світі), це 1,02 % населення в репродуктивному віці 15—49 років (47-ме місце у світі). Смертність 2014 року від цієї хвороби становила приблизно 200 осіб (100-те місце у світі).
Частка дорослого населення з високим індексом маси тіла 2014 року становила 26,1 % (60-те місце у світі); частка дітей віком до 5 років зі зниженою масою тіла становила 5,8 % (оцінка на 2010 рік). Ця статистика показує як власне стан харчування, так і наявну/гіпотетичну поширеність різних захворювань.

### Санітарія
Доступ до облаштованих джерел питної води 2015 року мало 98,1 % населення в містах і 88,4 % у сільській місцевості; загалом 94,8 % населення країни. Відсоток забезпеченості населення доступом до облаштованого водовідведення (каналізація, септик): у містах — 88,4 %, у сільській місцевості — 61,4 %, загалом по країні — 79,2 % (станом на 2015 рік). Споживання прісної води, станом на 2006 рік, дорівнює 0,67 км³ на рік, або 1,396 тонни на одного мешканця на рік: з яких 6 % припадає на побутові, 4 % — на промислові, 90 % — на сільськогосподарські потреби.

## Соціально-економічне становище
Співвідношення осіб, що в економічному плані залежать від інших, до осіб працездатного віку (15—64 роки) загалом становить 50,8 % (станом на 2015 рік): частка дітей — 40,4 %; частка осіб похилого віку — 10,4 %, або 9,6 потенційно працездатного на 1 пенсіонера. Загалом ці показники характеризують рівень затребуваності державної допомоги в секторах освіти, охорони здоров'я і пенсійного забезпечення, відповідно. За межею бідності 2002 року перебувало 70 % населення країни. Дані про розподіл доходів домогосподарств у країні відсутні.
Станом на 2016 рік, уся країна була електрифікована, усе населення країни мало доступ до електромереж. Рівень проникнення інтернет-технологій середній. Станом на липень 2015 року в країні налічувалось 248 тис. унікальних інтернет-користувачів (154-те місце у світі), що становило 42,8 % загальної кількості населення країни.

### Трудові ресурси
Загальні трудові ресурси 2007 року становили 165,6 тис. осіб (177-ме місце у світі). Зайнятість економічно активного населення у господарстві країни розподіляється таким чином: аграрне, лісове і рибне господарства — 11,2 %; промисловість і будівництво — 19,5 %; сфера послуг — 69,3 % (2010). 6,09 тис. дітей у віці від 5 до 14 років (6 % загальної кількості) 2006 року були залучені до дитячої праці. Безробіття 2014 року дорівнювало 8,9 % працездатного населення, 2013 року — 8,5 % (105-те місце у світі); серед молоді у віці 15—24 років ця частка становила 15,3 %, серед юнаків — 11,6 %, серед дівчат — 21,7 % (51-ше місце у світі).

## Кримінал

### Наркотики

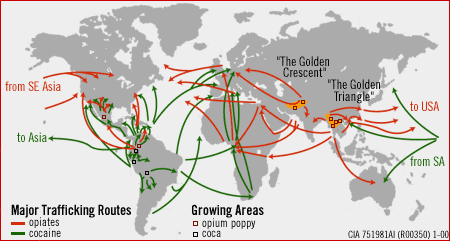
Світові маршрути наркотрафіку

Перевалочний пункт для південноамериканських наркотиків, що прямують на європейський ринок через Бразилію і Нідерланди; перевалочний пункт зброї для наркоділків.

### Торгівля людьми
Згідно зі щорічною доповіддю про торгівлю людьми (англ. Trafficking in Persons Report) Управління з моніторингу та боротьби з торгівлею людьми Державного департаменту США, уряд Суринаму докладає значних зусиль у боротьбі з явищем примусової праці, сексуальної експлуатації, незаконною торгівлею внутрішніми органами, але не в повній мірі, країна перебуває у списку спостереження другого рівня.

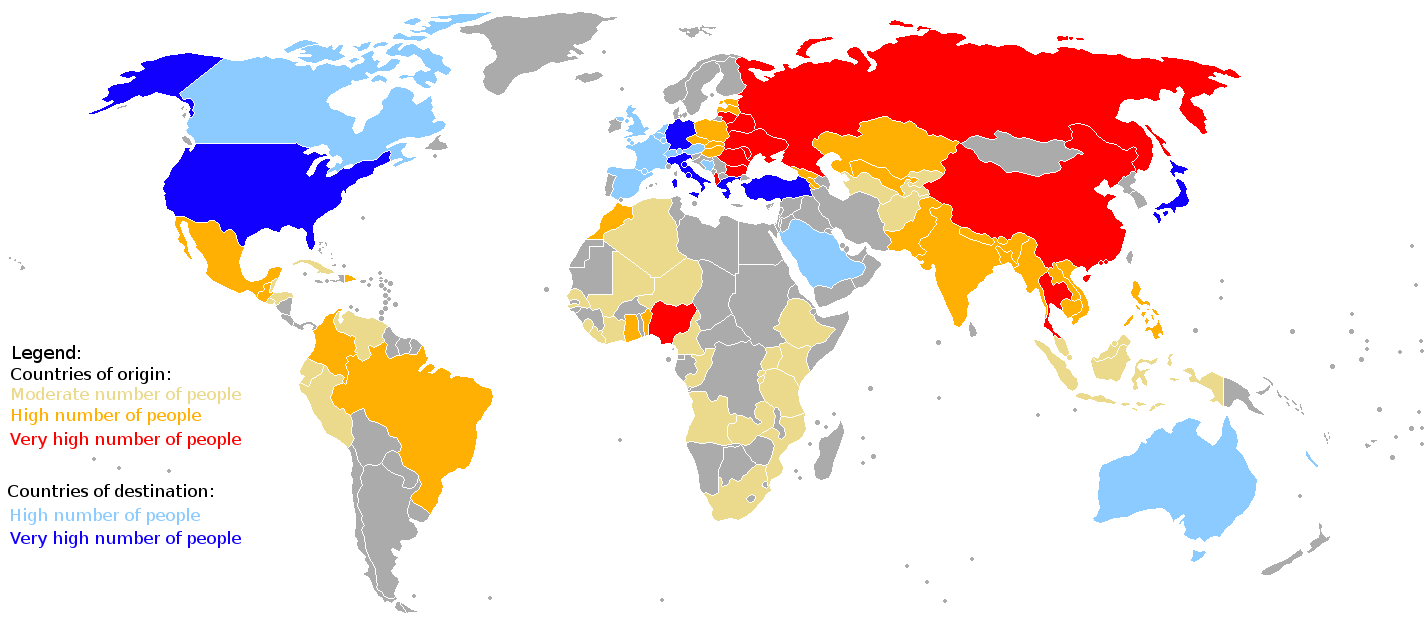
Країни-донори (червоний) і країни-реципієнти кримінальних потоків  (англ.)
Глобальна боротьба з торгівлею людьми (англ.)

## Гендерний стан
Статеве співвідношення (оцінка 2015 року):
- при народженні — 1,05 особи чоловічої статі на 1 особу жіночої;
- у віці до 14 років — 1,04 особи чоловічої статі на 1 особу жіночої;
- у віці 15—24 років — 1,04 особи чоловічої статі на 1 особу жіночої;
- у віці 25—54 років — 1,04 особи чоловічої статі на 1 особу жіночої;
- у віці 55—64 років — 0,96 особи чоловічої статі на 1 особу жіночої;
- у віці за 64 роки — 0,76 особи чоловічої статі на 1 особу жіночої;
- загалом — 1,01 особи чоловічої статі на 1 особу жіночої[1].

## Демографічні дослідження
Демографічні дослідження в країні ведуться рядом державних і наукових установ:

### Українською
- Атлас. 10—11 клас. Економічна і соціальна географія світу / упорядники :  О. Я. Скуратович, Н. І. Чанцева. — К. : ДНВП «Картографія», 2010. — ISBN 978-966-475-639-3.
- Атлас світу / голов. ред. І. С. Руденко ; зав. ред. В. В. Радченко ; відп. ред. О. В. Вакуленко. — К. : ДНВП «Картографія», 2005. — 336 с. — ISBN 9666315467.
- Безуглий В. В. Економічна і соціальна географія зарубіжних країн : Навчальний посібник. — К. : ВЦ «Академія», 2007. — 704 с. — ISBN 978-966-580-239-6.
- Безуглий В. В., Козинець С. В. Регіональна економічна і соціальна географія світу : Навчальний посібник. — видання 2-ге, доп., перероб. — К. : ВЦ «Академія», 2007. — 688 с. — ISBN 966-580-144-9.
- Головченко В. І., Кравчук О. Країнознавство: Азія, Африка, Латинська Америка, Австралія і Океанія. — К., 2006. — 335 с. — ISBN 966-8939-04-2.
- Гудзеляк І. І. Географія населення: Навчальний посібник / І. Гудзеляк. — Л. : Видавничий центр ЛНУ імені Івана Франка, 2008. — 232 с. — ISBN 978-966-613-599-8.
- Дахно І. І. Країни світу: Енциклопедичний довідник / І. І. Дахно, С. М. Тимофієв. — К. : Мапа, 2011. — 606 с. — (Бібліотека нового українця) — ISBN 978-966-8804-23-6.
- Дахно І. І. Економічна географія зарубіжних країн : навчальний посібник. — К. : Центр учбової літератури, 2014. — 319 с. — ISBN 978-611-01-0682-5.
- Джаман В. О. Регіональні системи розселення: демографічні аспекти. — Чернівці : Рута, 2003. — 392 с. — ISBN 9665685988.
- Дорошенко Л. С. Демографія: Навчальний посібник. — К. : МАУП, 2005. — 112 с. — ISBN 966-608-442-2.
- Дубович І. А. Країнознавчий словник-довідник. — 5-те вид., перероб. і доп. — К. : Знання, 2008. — 839 с. — ISBN 978-966-346-330-8.
- Економічна і соціальна географія країн світу. Навчальний посібник / За ред. Кузика С. П. — Л. : Світ, 2002. — 672 с. — ISBN 966-603-178-7.
- Загальна медична географія світу / В. О. Шевченко [та ін.] — К. : [б.в.], 1998. — 178 с.
- Книш М. М., Мамчур О. І. Регіональна економічна і соціальна географія світу (Латинська Америка та Карибські країни, Африка, Азія, Океанія) : навч. посіб. — Л. : ЛНУ ім. Івана Франка, 2013. — 368 с. — ISBN 978-617-10-0007-0.
- Крисаченко В. С. Динаміка населення: Популяційні, етнічні та глобальні виміри. — К. : Видавництво Національного інституту стратегічних досліджень, 2005. — 368 с. — ISBN 966-554-083-1.
- Кузик С. П., Книш М. М. Економічна і соціальна географія країн Америки : навч. посіб. — Л. : ЛНУ ім. Івана Франка, 1999. — 299 с. — ISBN 966-613-026-2.
- Любіцева О. О., Мезенцев К. В., Павлов С. В. Географія релігій. — К. : АртЕК, 1999. — 504 с. — ISBN 966-505-006-0.
- Масляк П. О. Країнознавство. — К. : Знання, 2007. — 292 с. — (Вища освіта XXI століття)
- Масляк П. О., Дахно І. І. Економічна і соціальна географія світу / П. О. Масляк, І. І. Дахно ; за ред. П. О. Масляка. — К. : Вежа, 2003. — 280 с. — ISBN 966-7091-53-8.

### Російською
- (рос.) Суринам // Демографический энциклопедический словарь / главн. ред. Валентей Д. И. — М. : Советская энциклопедия, 1985. — С. Суринам.
- (рос.) Латинская Америка. Энциклопедический справочник [в 2-х тт.] / Главный редактор В. В. Вольский. — М. : Советская энциклопедия, 1982. — Т. 2. К-Я. — 656 с.
- (рос.) Суринам // Страны и народы. Америка. Южная Америка / Редкол. : В. В. Вольский  (отв. ред.) и др. — М. : «Мысль», 1983. — 285 с. — (Страны и народы) — 180 тис. прим.
- (рос.) Атлас народов мира / Отв. ред. С. И. Брук и В. С. Апенченко. — М. : ГУГК ГГК СССР и Институт этнографии им. Н. Н. Миклухо-Маклая АН СССР, 1964. — 185 с. — 20 тис. прим.
- (рос.) Численность и расселение народов мира. Этнографические очерки / под ред. С. И. Брука. — М. : Издательство АН СССР, 1962. — 487 с.
- (рос.) Лаппо Г. М. География городов: Учебное пособие для географических факультетов вузов. — М. : Туманит, изд. центр ВЛАДОС, 1997. — 476 с. — ISBN 5-691-00047-0.
- (рос.) Ягельский А. География населения. — М. : Прогресс, 1980. — 383 с.